# Paul-Émile Vincent
Paul Émile Vincent, né à Anvers le 5 mars 1924 et mort à Bruxelles le 9 février 2007, est un architecte belge.

## Biographie
Paul-Émile Vincent est diplômé de l’École nationale supérieure d'architecture La Cambre en 1947 après avoir étudié dans l’atelier de Victor Bourgeois. Il effectue ensuite un stage chez Léon Stynen à Anvers. Après une association avec l’architecte Roger de Winter, il fonde le bureau Nouvelle Architecture (Groupe NA) avec les architectes Eliane Havenith, Jean Stuyvaert et Willy Van der Meeren en 1953, époque à laquelle il construit l’Institut d’Études Sociales d’État à Ixelles et le jardin d’enfant du Verregat. L’année suivante il s’engage comme membre des jeunes CIAM (Congrès Internationaux d’Architecture Moderne). Il devient vice-président de la SBUAM (Société Belge des Urbanistes et Architectes Modernistes).
En 1958 il participe à l’Exposition universelle de Bruxelles pour laquelle il réalise la passerelle piétonne encore présente aujourd’hui, les aménagements intérieurs du pavillon Édifices et Habitations sous la direction de Charles Van Nueten, et un projet de crèche.
Il fonde son propre atelier d’architecture et d’urbanisme en 1968. Durant sa carrière, Paul-Émile Vincent a réalisé de nombreuses maisons et villas particulières, des immeubles à appartements, des hôpitaux et constructions scolaires en Belgique et en Afrique. Il publie des articles dans différentes revues spécialisées en Belgique et en France et est membre fondateur de la revue Architecture.
Sa carrière est également marquée par un poste de directeur de l’Institut Supérieur d’Architecture de La Cambre qu’il obtient en 1968 après y avoir été étudiant, élève-assistant puis professeur-chef d’atelier.
Une exposition lui a été consacrée de son vivant à La Loge à Ixelles en 2002.

## Principales réalisations
- Villa pour le peintre Rik Poot (1948)
- Villa pour le peintre René Mels (1952)[3]
- Institut d’Étude Sociale de l’État à Bruxelles (1953)[4]
- Transformation du magasin Rachin à Bruxelles (1956)[5],[6]
- Bar Le Matignon à Charleroi (1956)
- École du Verregat (1957)[7]
- Passerelle de l’Expo 58 (1958)
- Immeuble à appartement Tirscher à Bruxelles (1960)[8]
- Villa pour M. et Mme Kruys (1960)
- Villa pour M et Mme Lielens à Gasbeek (1961)[9],[10]
- Immeuble à appartements Vincent à Bruxelles (1965)[11]
- Concours pour la VUB (Vrije Universiteit Brussel) à Bruxelles (1970)
- Villa pour M. et Mme Joannes, Tervuren (1973)
- Lycée de Kaolak au Sénégal (1980)
- Villa Pour l’amour du livre pour M. Mazy à Waterloo (1992)
- Rénovation de la Tour P&V (1995)[12]

Paul-Émile Vincent est également l'auteur de plus de 50 projets en région de Bruxelles-Capitale.

## Influence du modernisme et thèmes de prédilection
On peut retrouver des thèmes récurrents dans l’architecture de Paul-Émile Vincent et liés à « quelques qualités particulières de l’espace de la modernité ». Paul Sorel, dont le sujet de mémoire porte sur le travail de Paul-Émile Vincent, identifie spécifiquement celui de l’ouverture à travers le parcours d’entrée, les interrelations des espaces de vies, l’oblique et la diagonale, l’usage du plein et du vide, la nature et le paysage, les matériaux, la décoration intérieure et enfin la sculpture ou toute forme d’art intégré. En effet, certains projets peuvent être comparés à des projets manifestes. On peut retrouver dans la Villa pour M. et Mme Lielens à Gasbeek (1961) un mur continu de l’intérieur vers l’extérieur marquant le cheminement de l’habitation qui n’est pas sans rappeler celui de la Maison de brique (1923) de Mies Van der Rohe. La présence de pilotis dans la maison Hidalgo (1977) semble faire appel aux cinq points de l’architecture moderne (1927) de Le Corbusier, ou encore l’intégration de la salle à manger dans le salon et donc l’évolution spatiale du séjour est surement hérité du plan-libre.
Des principes du modernisme, l’architecte les utilisera néanmoins avec retenue: « un élément de réponse quant à la nuance dans le travail de P.E Vincent est peut-être la volonté d’insérer un rapport fort à l’humain dans ses projets: un aspect largement critiqué par les détracteurs du modernisme qui y voyaient une architecture indifférente (…) à l’homme ». Cette forme de modernisme modérée se révèle particulièrement dans la matérialité employée: pour beaucoup de ses projets, il décide de garder la brique rouge et la pierre bleue, éléments incontournables de l’architecture belge traditionnelle, comme si la modernité devait s’adapter aux particularismes régionaux.
D’autres préoccupations marquent l’architecture de Paul-Émile Vincent qu’il nomme par « révolutions » dans un discours prononcé lors d’un colloque organisé par la SBUAM. Énoncés en trois points, la première correspond à la révolution technologique due aux matières et matériaux nouveaux et aussi de l’utilisation détournée de certains matériaux déjà existants; la deuxième renvoie à la révolution technique dans le domaine des structures; et la troisième est liée à l’évolution de la mise en place des systèmes préfabriqués, ce dernier point pouvant être illustrés dans l’école du Verregat réalisée par des éléments préfabriqués.
En tant que membre actif de l’enseignement donné à La Cambre, Paul-Émile Vincent prône le détachement de la discipline d’architecture du domaine de l’ingénierie. Il admet que les compétences demandées aux architectes sont de plus en plus nombreuses et qu’une des solutions pour pallier la dévaluation du diplôme pourrait être la création de filières complémentaires, permettant à l’étudiant de s’orienter vers une spécialisation.

## Distinction
- 1953 : Prix au concours pour la construction des halls d’exposition de la ville de Tournai
- 1955 : Première mention au Prix d’Architecture Van de Ven pour la maison-atelier de René Mels (1953)[3]
- 1968 : Premier prix exæquo pour l’étude de l’aménagement du centre commercial de la commune de Boitsfort
- 1999 : Nommé par le jury des Règles d’Or de l’Urbanisme pour le bâtiment P&V (1993) dans le cadre du prix de l’utilisation rationnelle de l’énergie